# Lanaken
Lanaken es un municipio de la región de Flandes, en la provincia de Limburgo, Bélgica. A 1 de enero de 2019 tenía una población estimada de 25 841 habitantes.

## Geografía
Se encuentra ubicada al noreste del país, en la cuenca hidrográfica del río Mosa y cerca de la frontera con Países Bajos.

### Secciones del municipio
El municipio comprende los antiguos municipios, que se fusionaron en 1977:
| - Lanaken - Gellik - Neerharen - Veldwezelt - Rekem |

## Demografía

### Evolución
Todos los datos históricos relativos al actual municipio, el siguiente gráfico refleja su evolución demográfica, incluyendo municipios después de efectuada la fusión el 1 de enero de 1977.
| Gráfica de evolución demográfica de Lanaken entre 1846 y 2020 |
|                                                               |